# Margrete Heiberg Bose

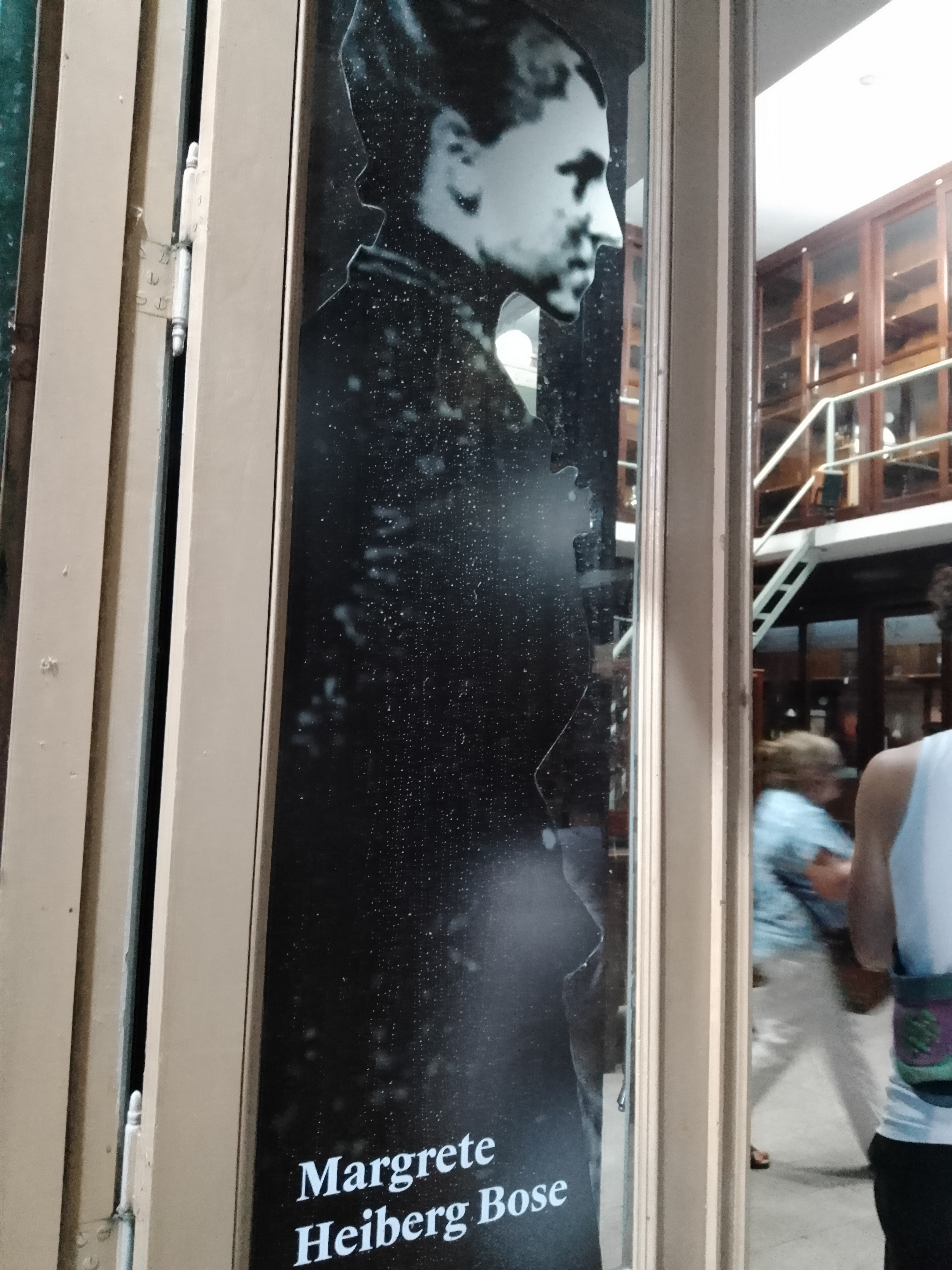
Marg rời Heiberg Bose

Marg rời Heiberg Bose (1865-1952) là một nhà vật lý người Argentina gốc Đan Mạch, có thể là nhà vật lý nữ đầu tiên làm việc ở Mỹ Latinh và là một trong những người đầu tiên ở Châu Mỹ.

## Lịch sử
Sinh ra ở Sorø, Đan Mạch, bà học triết học, toán học và hóa học, tốt nghiệp năm 1901. Bà là nữ giới đầu tiên được trao bằng ThS. tại Đại học Copenhagen. Bà tiếp tục việc học của mình với Walther Nernst ở Gottingen, Đức. Ở đó, bà gặp Emil Bose, một nhà vật lý người Đức và hai người kết hôn. Họ chuyển đến Gdańsk nơi ông là giáo sư và biên tập viên của tạp chí Physikalische Zeitschrift.
Đầu những năm 1900, có một sáng kiến tạo ra một trường đại học quốc gia cấp cao nhất, với một viện vật lý là nền tảng, tại thành phố La Plata, Argentina. Emile Bose được đề nghị làm giám đốc của viện. Ông đến đó với Margrete năm 1909, người cũng được đề nghị một vị trí tại Viện. Họ cùng nhau dạy các khóa học vật lý thực nghiệm đầu tiên trong nước. Vào năm 1910, đã có một cuộc họp khoa học lớn ở Buenos Aires để kỷ niệm một trăm năm của Argentina với khoảng 1000 người tham gia và Margrete là người tham gia là nữ duy nhất.
Ngay sau khi viện được chính thức khai trương, Emil bất ngờ qua đời vì bệnh thương hàn vào năm 1911. Mặc dù Margrete là nhà vật lý cao cấp tại tổ chức, chính quyền đã quyết định không bổ nhiệm giám đốc của cô, coi vị trí này là không phù hợp với phụ nữ. Cô trở về Đức vào năm 1912 tại phòng thí nghiệm của Nernst trong một thời gian ngắn và sau đó một lần nữa vào năm 1915, nơi cô phải ở lại cho đến năm 1919 vì Thế chiến thứ nhất. Mặc dù nghỉ phép từ Đại học La Plata, vị trí của bà đã bị hủy do vấn đề tài chính. Sau chiến tranh, bà trở lại La Plata và phải nộp đơn khiếu nại để lấy lại vị trí của mình, cuối cùng bà đã làm thành công. Bà tiếp tục nghiên cứu và cố vấn cho nhiều sinh viên. Năm 1937, bà trở thành công dân Argentina và nghỉ hưu năm 1941.